# لیزماهی مدادی
لیزماهی مدادی (نام علمی: Apodichthys flavidus) نام یک گونه از تیره لیزماهی است.